# Bloody Tales of Disgraced Lands
Bloody Tales of Disgraced Lands è l'album di debutto della band bavarese Wolfchant, pubblicato il 25 novembre del 2005.

## Tracce
1. A Tale From The Old Fields – 2:09
2. Clan Of Cross – 5:22
3. I Am War – 4:28
4. Mourning Red – 5:49
5. Of Honour And Pride – 4:49
6. Ride To Ruhn – 4:36
7. The Betrayal – 4:37
8. Sacrifice – 5:41
9. Blood For Blood – 6:07
10. Clankiller – 3:48
11. Revenge – 7:21
12. Visions Of Death – 1:33
13. Praise To All – 4:26

## Formazione
- Lokhi - voce
- Norgahd - batteria, seconda voce
- Skaahl - chitarra solista
- Gaahnt - basso
- Derrmorh - chitarra ritmica